# Frédéric Auburtin
Pour les articles homonymes, voir Auburtin.
Frédéric Auburtin, né le 4 juin 1962 à Marseille, est un réalisateur, scénariste et compositeur de cinéma français.

## Biographie
Frédéric Auburtin grandit à Marseille où il étudie la musique (piano, batterie) et la littérature avant de se tourner vers le cinéma au début des années 80. Il fait ses premières armes sur les tournages de Robert Guédiguian (Rouge Midi), Claude Berri  (Jean de Florette et Manon des sources), et Francis Veber (Les Fugitifs).
En tant qu'assistant réalisateur, il a travaillé avec  Maurice Pialat (Sous le soleil de Satan), Luigi Comencini (La Bohème), Richard Heffron (La Révolution française), Bertrand Blier (Merci la vie). Puis c’est comme premier assistant réalisateur qu’il prend part aux grandes aventures avec Jean-Jacques Annaud (L’Amant), Claude Berri (Germinal et Lucie Aubrac), Jean-Paul Rappeneau (Le Hussard sur le toit), Randall Wallace (L'Homme au masque de fer).
En 1998, Gérard Depardieu lui propose de coréaliser Un pont entre deux rives dont il compose aussi la musique. 
Il réalise ensuite pour la télévision L’affaire Muller, puis Volpone sur un scénario d'Éric-Emmanuel Schmitt (dont il signe encore la composition musicale).
En 2003, il reprend le tournage en péril de San-Antonio, permettant au film d’exister.
En 2005, il rejoint le collectif de Paris, je t'aime en réalisant le segment Quartier Latin écrit et interprété par Gena Rowlands avec Ben Gazzara et Gérard Depardieu, et en signant aussi les séquences de transitions et la supervision du montage global du film.
Après La Vie à une en 2007 et Envoyés très spéciaux en 2008, il réalise en 2010 La Pire Semaine de ma vie (mini-série), l'adaptation française de la série britannique The Worst Week of My Life.
En 2014, il réalise United Passions, film financé par la FIFA, et qui est un échec tant commercial que critique.

## Filmographie

### En tant que réalisateur

#### Cinéma
- 1992 : Au fond du couloir (court métrage)
- 1999 : Un pont entre deux rives coréalisé avec Gérard Depardieu
- 2004 : San-Antonio
- 2006 : Paris, je t'aime (segment Quartier Latin et séquences de transitions)
- 2009 : Envoyés très spéciaux
- 2014 : United Passions : La Légende du football

#### Télévision
- 2001 : Boulevard du Palais : L'Affaire Muller
- 2003 : Volpone
- 2008 : La Vie à une
- 2011 : La Pire Semaine de ma vie (Épisodes 1 & 2)

### En tant que1erassistantréalisateur
- 1985 : Rouge Midi de Robert Guédiguian assistant réalisateur 2e équipe
- 1986 : Les Fugitifs de Francis Veber assistant réalisateur 2e équipe
- 1987 : Sous le soleil de Satan de Maurice Pialat assistant réalisateur 2e équipe
- 1988 : La Bohème de Luigi Comencini assistant réalisateur 2e équipe
- 1989 : La Révolution française de Robert Enrico et Richard T. Heffron assistant réalisateur 2e équipe
- 1990 : La Fille des collines de Robin Davis
- 1991 : Merci la vie de Bertrand Blier assistant réalisateur 2e équipe
- 1992 : L'Amant de Jean-Jacques Annaud
- 1993 : Germinal de Claude Berri
- 1995 : Le Hussard sur le toit de Jean-Paul Rappeneau
- 1996 : Lucie Aubrac de Claude Berri
- 1998 : L'Homme au masque de fer de Randall Wallace

### En tant que compositeur
- 1999 : Un pont entre deux rives
- 2003 : Volpone